# HMS Hector (1895)
HMS „Hector” – okręt balonowy należący do Royal Navy, wziął udział w bitwie o Gallipoli w 1915 roku.

## Historia
Po analizie raportów potwierdzających użyteczność obserwacji balonowych do kierowania ogniem i niewątpliwym sukcesie HMS „Manica” działającego pod Gallipoli od kwietnia 1915 roku, w Admiralicji postanowiono przystosować więcej statków do roli balonowców. Na początku maja od linii żeglugowej Ocean Steamship Company wydzierżawiono dwa statki, 5 maja SS „Menelaus”, a 12 maja SS „Hector”. Obydwa zostały przebudowane i uzbrojone w stoczni H. Grayson & Company w Birkenhead.
„Hector” przybył na Morze Egejskie 9 czerwca 1915 roku, ale po ewakuacji sil lądowych i zakończeniu działań na Gallipoli w styczniu 1916 roku został wycofany do Mudros, następnie służył w operacjach w pobliżu Lesbos i Zatoce Izmirskiej. Powrócił do Anglii w kwietniu i został zwrócony armatorowi, do końca wojny służył jako statek amunicyjny, węglowiec i transportowiec wojska.